# ویتونگا
ویتونگا (به لاتین: Witonia) یک روستا در لهستان است که در گمینا ویتونگا واقع شده‌است. ویتونگا ۱٬۱۳۰ نفر جمعیت دارد.